# ولت‌آمپر
ولت‌آمپر واحدی برای نشان دادن توان ظاهری در یک مدار الکتریکی است که با مقدار مؤثر، ولتاژ و جریان برابر است. در یک مدار جریان مستقیم (DC) خروجی با میزان جریان حقیقی به وات برابری می‌کند. ولت-آمپر تنها در مدارهایی با جریان متناوب کارایی دارد.
برخی از دستگاه‌ها مانند منبع تغذیه بدون وقفه(UPS)، دارای حداکثر میزان برای ولت-آمپر و وات هستند. میزان ولت-آمپر توسط حداکثر جریان مجاز و حداکثر میزان وات توسط ظرفیت قدرت دستگاه محدود می‌شود.
ولت-آمپر یک میزان در دستگاه بین‌المللی یکاها نیست. دلیل این امر نیز این است که چه منفعل و چه آشکار، مقدار واحد نشان دهنده قدرت است، و SI، یک سیستم منسجم است که در آن واحدهای مختلف برای مقدار مشخص در زمینه‌های مختلف مورد قرار می‌گیرد.